# Ove Sehestedt Juul (politiker)
 Der er flere personer med dette navn, se Ove Sehestedt Juul.
Ove Sehestedt Juul (født 5. november 1830 i København, død 3. december 1882 på Madeira) var en dansk godsejer og politiker.
Han var søn af Christian Sehestedt Juul af første ægteskab, blev 1850 student fra Frederiksborg Skole og var 1852-59 officer i østrigsk tjeneste. Han arvede 1861 stamhuset Raunholt ved Nyborg, ombyggede 1865-70 hovedgården af samme navn ved arkitekt H.A.W. Haugsted og købte 1868 hovedgården Villestrup ved Mariager, som i gamle dage havde tilhørt hans slægt, men bortsolgte det meste af sit fæstegods. Han overtog straks faderens post som formand for Det fynske Brandassuranceselskab og 1867 som formand i repræsentantskabet for Fyens Disconto Kasse; var endvidere siden 1864 formand for Fyens Stifts patriotiske Selskab, 1869-77 medlem af Landhusholdningsselskabets bestyrelse, 1872 præsident for landmandsforsamlingen i Nykøbing Falster og samme år medstifter af De Danske Sukkerfabrikker, 1871-82 medlem af Svendborg Amtsråd og 1866-75 af Landstinget, hvor han hørte blandt de mest konservative.
Som ivrig jæger indrettede han ved Raunholt en vildsvinepark; var desuden virksom deltager i væddeløb og lystsejlads. Han blev kammerherre 1864. Han døde 3. december 1882 på Madeira.
Han havde 1860 ægtet Marie Frederikke Emilie baronesse Holsten-Charisius (1834-1882), datter af Adam Christopher baron Holsten-Charisius (1793-1879).